# Verifikationisme
Verifikationisme (Verificerbarhedsprincippet) er en filosofisk teori om demarkationsproblemet udviklet af de logiske positivister fra Wienerkredsen.
En forenklet form af teorien siger, at et forslags mening bestemmes, efter hvorvidt forslaget kan blive logisk eller empirisk verificeret. Med andre ord, hvis noget ikke kan verificeres empirisk, er det meningsløst. Det vil altså sige, at meningsfulde sætninger begrænses kraftigt.
For eksempel udtalelsen "Det regner" er meningsløs, medmindre der er en måde, hvorved man i princippet kan kontrollere, hvorvidt det i virkeligheden regner. Teorien har radikale konsekvenser for traditionel filosofi, da den, hvis teorien er korrekt, ville påvise, at en stor del af tidligere filosofiske arbejder er meningsløse, for eksempel metafysik og etik.
Det er vigtigt at pointere, at udsagn, der på et senere tidspunkt, teoretisk kan verificeres også opfattes som meningsfulde. Et eksempel herpå er Albert Einsteins teorier, som først årtier efter deres oprindelse, kunne efterprøves.
Verifikationismen står som en modpol til den senere falsifikationisme af Sir Karl R. Popper.
| filosofi | Spire Denne filosofiartikel er en spire som bør udbygges. Du er velkommen til at hjælpe Wikipedia ved at udvide den. |